# Mołodiożnaja (stacja antarktyczna)
Mołodiożnaja (ros. Молодёжная, „Młodzieżowa”) – letnia stacja polarna należąca do Rosji (wcześniej radziecka), położona nad zalewem Alasheyev’a na Ziemi Enderby na Antarktydzie Wschodniej.

## Położenie i warunki
Stacja znajduje się w małej oazie antarktycznej Thala Hills, nad Morzem Kosmonautów, pokrytym lodem przez większą część roku. Okolicę tworzą wzgórza rozdzielone pokrytymi śniegiem zagłębieniami terenu i jeziorami, występują tu liczne lodowce, a teren w odległości 1,5–2 km od brzegu zaczyna wznosić się w kierunku kopuły lodowej we wnętrzu kontynentu.
Za pogodę na stacji Mołodiożnaja odpowiadają w znacznym stopniu cyklony przechodzące nad Morzem Kosmonautów. Sztormowe wiatry występują przez 221 dni w roku, przez 175 dni występują śnieżyce. Najcieplejszym miesiącem jest styczeń, ze średnią temperaturą –0,4 °C (najwyższa zanotowana: +9 °C), a najzimniejszym sierpień, ze średnią temperaturą –18,8 °C (rekordowo –42 °C). Od maja do października typowo zdarzał się jeden do dwóch przypadków utraty łączności ze stacją, w związku z burzami magnetycznymi.

## Historia i działalność
Stacja została otwarta w 1962 roku. Tworzy ją około 70 budowli, wśród których są budynki mieszkalne, magazyny i budowle o przeznaczeniu naukowym (np. do sondowania górnej atmosfery). Stacja prowadziła badania meteorologiczne i oceanograficzne.
Zimę 1966 roku spędzili w stacji Mołodiożnaja trzej polscy geofizycy, powracający ze stacji im. A.B. Dobrowolskiego. Prowadzili obserwacje magnetosfery i rozchodzenia się fal radiowych. Polska ekspedycja biologiczna pracowała w tej stacji w 1969 roku, realizując własny program badań ekologicznych i hydrologicznych, m.in. nad metabolizmem zwierząt żyjących w temperaturze –1,9 °C. Polacy powrócili na stację Mołodiożnaja w sezonach letnich 1971-72 oraz 1973-74, towarzysząc 17. i 19 radzieckiej wyprawie antarktycznej; prowadzili badania ryb i skorupiaków oraz obserwacje na terenie oazy.
Ze stacji wystrzelono ponad tysiąc rakiet sondażowych do badań górnych warstw atmosfery, które osiągnęły wysokość do 108 km. Stacja zawiesiła działalność i została zakonserwowana, do czego przyczynił się rozpad Związku Radzieckiego. W lecie 2007-08 Rosja uruchomiła automatyczne stacje meteorologiczne w tymczasowo nieczynnych bazach Mołodiożnaja, Leningradskaja i Russkaja, odtwarzając okołobiegunową sieć monitoringu.